# Eusparassus quinquedentatus
Eusparassus quinquedentatus là một loài nhện trong họ Sparassidae.
Loài này thuộc chi Eusparassus. Eusparassus quinquedentatus được Embrik Strand miêu tả năm 1906.